# Oligodranes israelensis
Oligodranes israelensis är en tvåvingeart som beskrevs av Zaitzev 1996. Oligodranes israelensis ingår i släktet Oligodranes och familjen svävflugor. Inga underarter finns listade i Catalogue of Life.